# KK FMP Železnik
El KK FMP Železnik, també anomenat KK FMP, va ser un club de bàsquet de la ciutat de Belgrad a Sèrbia.

## Història
El club és originari del barri de Železnik, a la capital Belgrad. Va ser fundat el 26 de març de 1975 amb el nom de KK ILR Železnik per iniciativa de l'empresa Ivo Lola Ribar (ILR). Inicialment formà part de la societat esportiva ILR, on existien seccions de futbol, handbol, voleibol, boxa, bitlles, tir amb arc i escacs. L'any 1986 el club abandonà la competició en no poder assumir els costos de l'equip i la secció de basquetbol desaparegué.
L'any 1991 va re emprendre les seves activitats sota el nom FMP Železnik en ser adquirit per una nova empresa. Inicià una època d'èxits des de l'any 1994, quan el club fou adquirit per l'empresari i polític Nebojša Čović. Entre 2003 i 2005 s'anomenà KK Reflex i finalment KK FMP. L'any 2011 es va unir al KK Crvena Zvezda Belgrad

## Palmarès
- Lliga Adriàtica
  - Campions (2): 2003–04, 2005–06
  - Finalistes (1): 2006–07
- Copa sèrbia
  - Campions (1): 2006–07
  - Finalistes (2): 2009–10, 2010–11
- Lliga serbo-montenegrina
  - Finalistes (3): 1996–97, 1997–98, 2002–03
- Copa serbo-montenegrina
  - Campions (3): 1996-97, 2002–03, 2004–05
  - Finalistes (2): 1998-99, 2003–04

## Jugadors destacats
- Nikola Bulatović
- Ognjen Aškrabić
- Goran Nikolić
- Dejan Milojević
- Bojan Popović
- Mladen Šekularac
- Mile Ilić
- Nemanja Aleksandrov
- Branko Jorović
- Miloš Teodosić
- Aleksandar Rašić
- Marko Marinović